# Parafia Najświętszej Maryi Panny Królowej Polski w Raciborsku
Parafia Najświętszej Maryi Panny Królowej Polski w Raciborsku – rzymskokatolicka parafia znajdująca się w archidiecezji krakowskiej, w dekanacie Wieliczka Wschód, w Polsce.